# ملیسا پونزیو
ملیسا پونزیو (انگلیسی: Melissa Ponzio؛ زادهٔ ۳ اوت ۱۹۷۲) بازیگر اهل ایالات متحده آمریکا است. وی از سال ۱۹۹۹ میلادی تاکنون مشغول فعالیت بوده است.

## گزیدهٔ نقش‌آفرینی‌ها

### سینما
- نیروی تندر (۲۰۲۱)
- مری و مارتا (۲۰۱۳)
- زندگی آن‌طور که می‌شناسیمش (۲۰۱۰)

### تلویزیون
- شیکاگو فایر (۲۰۱۴ تا کنون)
- بانشی (۲۰۱۳)
- پیروی (۲۰۱۳)
- مردگان متحرک (۲۰۱۳)
- تماس (۲۰۱۲)
- تین ولف (۲۰۱۷–۲۰۱۱)
- سی‌اس‌آی: میامی (۲۰۱۱)
- ان‌سی‌آی‌اس (۲۰۱۱)
- سی‌اس‌آی (۲۰۱۰)
- خاطرات خون‌آشام (۲۰۰۹)
- داوسونز کریک (۲۰۰۲–۲۰۰۱)